# Pouxeux
Pouxeux [puksø]  est une commune française située dans le département des Vosges, en région Grand Est.
Ses habitants sont appelés les Pexéens.

## Géographie

### Localisation
Pouxeux s'est implantée sur la rive gauche de la Moselle, face au confluent de la Vologne.

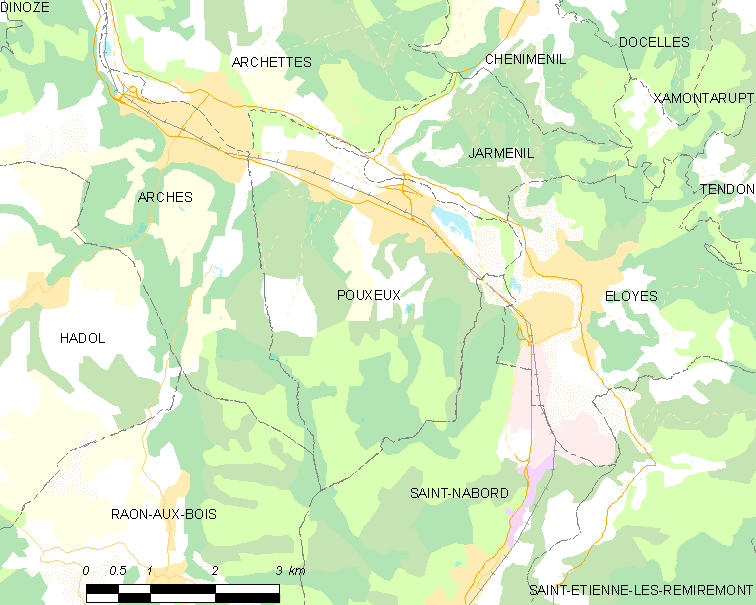
Situation de Pouxeux.

Remiremont est à 13 km en amont et Épinal 16 km en aval.

### Géologie et relief
Le territoire de la Vôge (plateau gréseux du nord-est de la France, à cheval sur les départements des Vosges et de la Haute-Saône, entre Vittel, Jussey, Saint-Loup-sur-Semouse, Remiremont et Epinal) est fondamentalement caractérisé par la nature de son sol qui est composé de grès.
Hydrogéologie et climatologie : Système d’information pour la gestion des eaux souterraines du bassin Rhin-Meuse :
Territoire communal : Occupation du sol (Corinne Land Cover); Cours d'eau (BD Carthage),
Géologie : Carte géologique; Coupes géologiques et techniques,
 Hydrogéologie : Masses d'eau souterraine; BD Lisa; Cartes piézométriques.

### Hydrographie et les eaux souterraines
Hydrogéologie et climatologie : Système d’information pour la gestion des eaux souterraines du bassin Rhin-Meuse :
Territoire communal : Occupation du sol (Corinne Land Cover); Cours d'eau (BD Carthage),
Géologie : Carte géologique; Coupes géologiques et techniques,
 Hydrogéologie : Masses d'eau souterraine; BD Lisa; Cartes piézométriques.
La commune est située dans le bassin versant du Rhin au sein du bassin Rhin-Meuse. 
Elle est drainée par :
- la Moselle,
- la rigole d'alimentation du réservoir de Bouzey,
- le ruisseau de Pouxeux
- et le ruisseau des Noires Faignes[3],[Carte 1].

La Moselle, d’une longueur totale de 560 kilomètres, dont 315 kilomètres en France, prend sa source dans le massif des Vosges au col de Bussang et se jette dans le Rhin à Coblence en Allemagne.
La rigole d'alimentation du réservoir de Bouzey, d'une longueur totale de 41,5 km, prend sa source dans la commune de Saint-Étienne-lès-Remiremont et se jette dans l'Avière à Chaumousey, alimentant le réservoir de Bouzey, après avoir traversé douze communes.

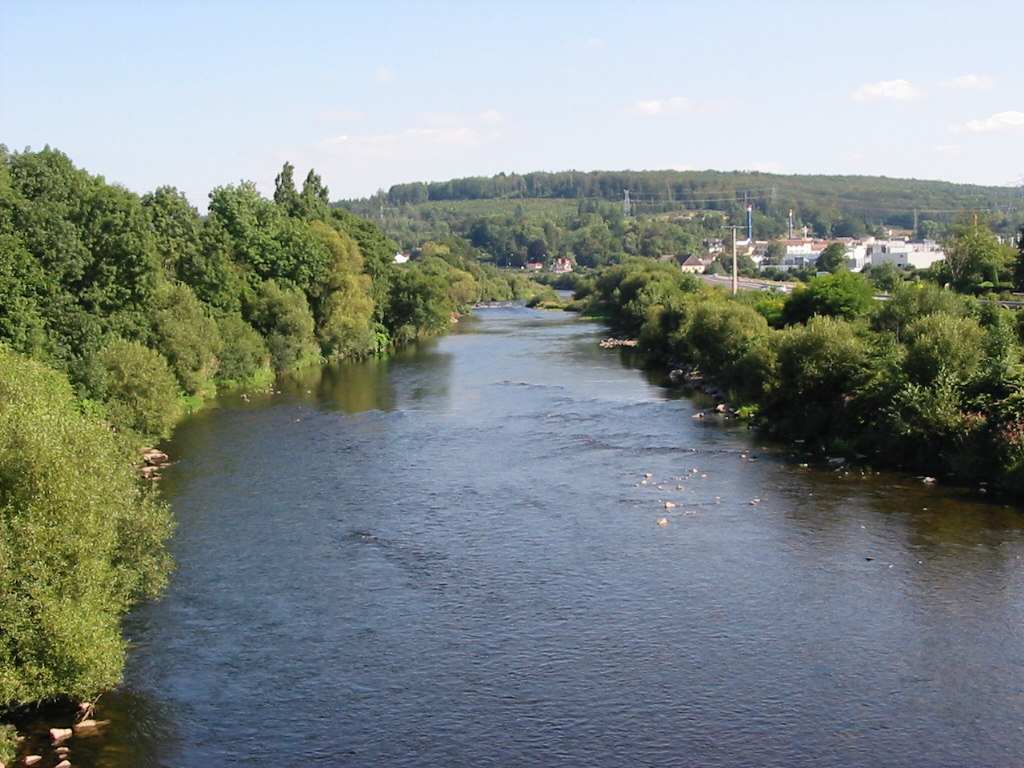
La Moselle en aval de Pouxeux.
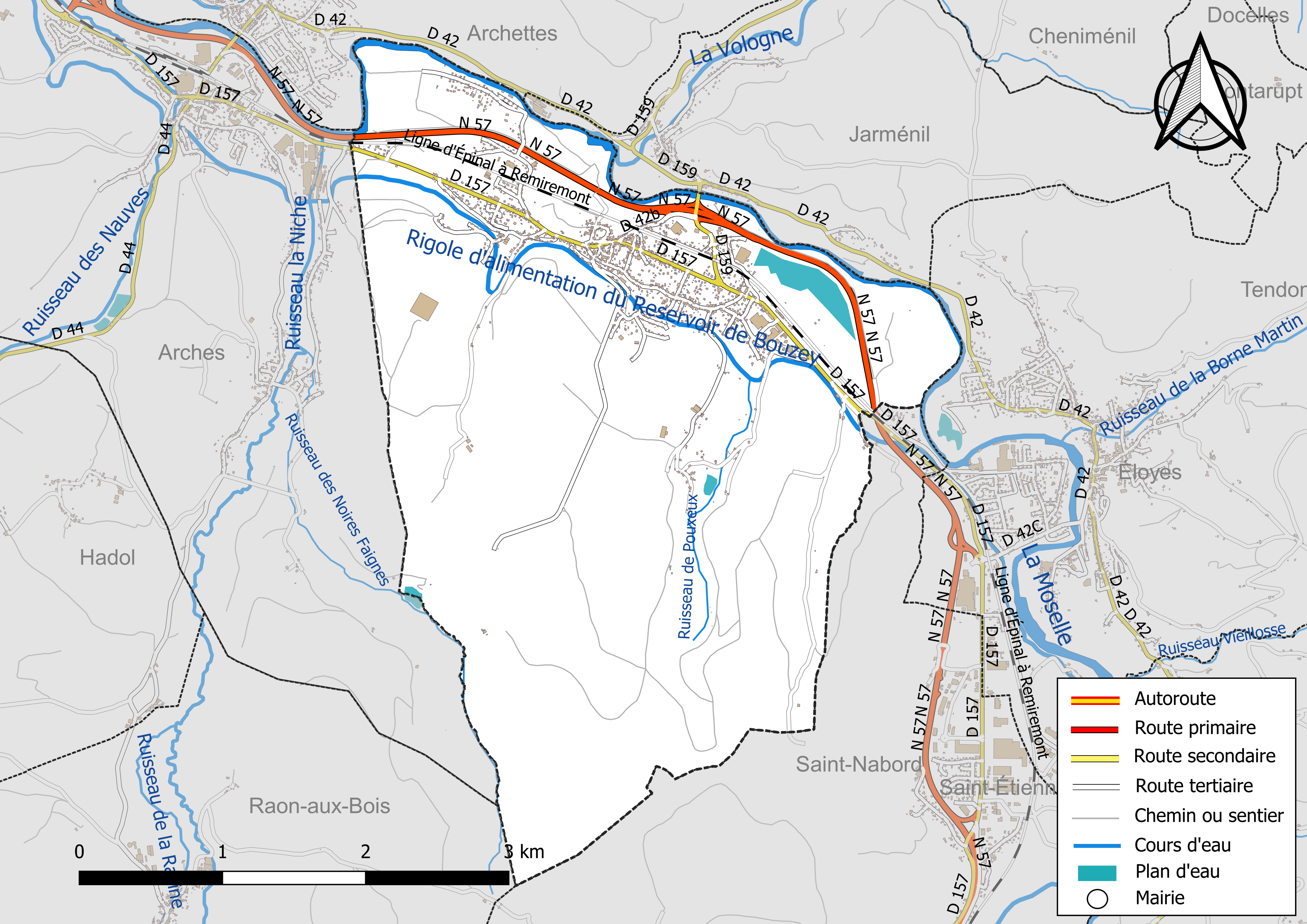
Réseaux hydrographique et routier de Pouxeux.

La qualité des eaux de baignade et des cours d’eau peut être consultée sur un site dédié géré par les agences de l’eau et l’Agence française pour la biodiversité.

### Climat
Pour des articles plus généraux, voir Climat du Grand Est et Climat des Vosges.
En 2010, le climat de la commune est de type climat de montagne, selon une étude du Centre national de la recherche scientifique s'appuyant sur une série de données couvrant la période 1971-2000. En 2020, Météo-France publie une typologie des climats de la France métropolitaine dans laquelle la commune est exposée à un climat semi-continental et est dans une zone de transition entre les régions climatiques « Lorraine, plateau de Langres, Morvan » et « Vosges ».
Pour la période 1971-2000, la température annuelle moyenne est de 9,4 °C, avec une amplitude thermique annuelle de 17 °C. Le cumul annuel moyen de précipitations est de 1 206 mm, avec 13,3 jours de précipitations en janvier et 10,5 jours en juillet. Pour la période 1991-2020, la température moyenne annuelle observée sur la station météorologique de Météo-France la plus proche, « Le Roulier_sapc », sur la commune du Roulier à 8 km à vol d'oiseau, est de 10,2 °C et le cumul annuel moyen de précipitations est de 1 000,2 mm. 
La température maximale relevée sur cette station est de 38,1 °C, atteinte le 25 juillet 2019 ; la température minimale est de −18,3 °C, atteinte le 20 décembre 2009,,.
Les paramètres climatiques de la commune ont été estimés pour le milieu du siècle (2041-2070) selon différents scénarios d'émission de gaz à effet de serre à partir des nouvelles projections climatiques de référence DRIAS-2020. Ils sont consultables sur un site dédié publié par Météo-France en novembre 2022.

### Sismicité
Commune située dans une zone 3 de sismicité modérée.

### Voies de communications et transports

#### Voies routières
- Route nationale 57 vers Saint-Nabord, Remiremont[14].
- D157 vers Éloyes.
- D 159 bis vers Cheniménil.

#### Transports en commun

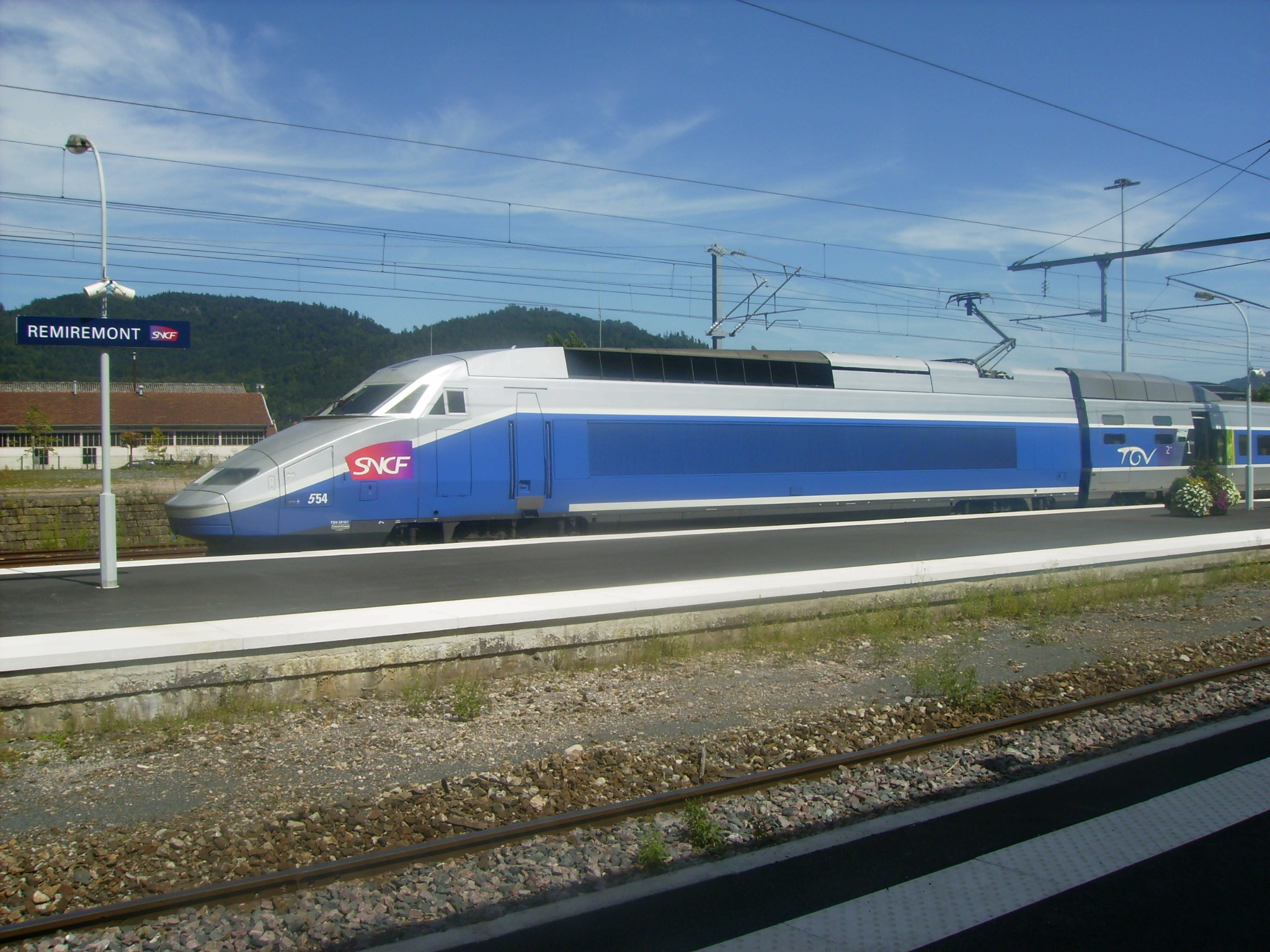
Gare de Remiremont desservie par le TGV et des trains TER Grand Est.

L’organisation des transports interurbains et scolaires relève de la Région Grand Est depuis le 1er janvier 2017.

#### Lignes SNCF
- Gare de Remiremont
- Gare d'Arches
- Gare de Saint-Nabord
- Gare de Docelles - Cheniménil, gare fermée.

## Urbanisme

### Typologie
Au 1er janvier 2024, Pouxeux est catégorisée bourg rural, selon la nouvelle grille communale de densité à sept niveaux définie par l'Insee en 2022.
Elle appartient à l'unité urbaine de Pouxeux, une agglomération intra-départementale regroupant deux  communes, dont elle est ville-centre,,. Par ailleurs la commune fait partie de l'aire d'attraction d'Épinal, dont elle est une commune de la couronne,. Cette aire, qui regroupe 118 communes, est catégorisée dans les aires de 50 000 à moins de 200 000 habitants,.

### Occupation des sols
L'occupation des sols de la commune, telle qu'elle ressort de la base de données européenne d’occupation biophysique des sols Corine Land Cover (CLC), est marquée par l'importance des forêts et milieux semi-naturels (61,6 % en 2018), en diminution par rapport à 1990 (63,5 %). La répartition détaillée en 2018 est la suivante : 
forêts (61,6 %), prairies (12,1 %), zones urbanisées (9,9 %), zones agricoles hétérogènes (9,4 %), terres arables (3,8 %), mines, décharges et chantiers (3,2 %). L'évolution de l’occupation des sols de la commune et de ses infrastructures peut être observée sur les différentes représentations cartographiques du territoire : la carte de Cassini (XVIIIe siècle), la carte d'état-major (1820-1866) et les cartes ou photos aériennes de l'IGN pour la période actuelle (1950 à aujourd'hui).

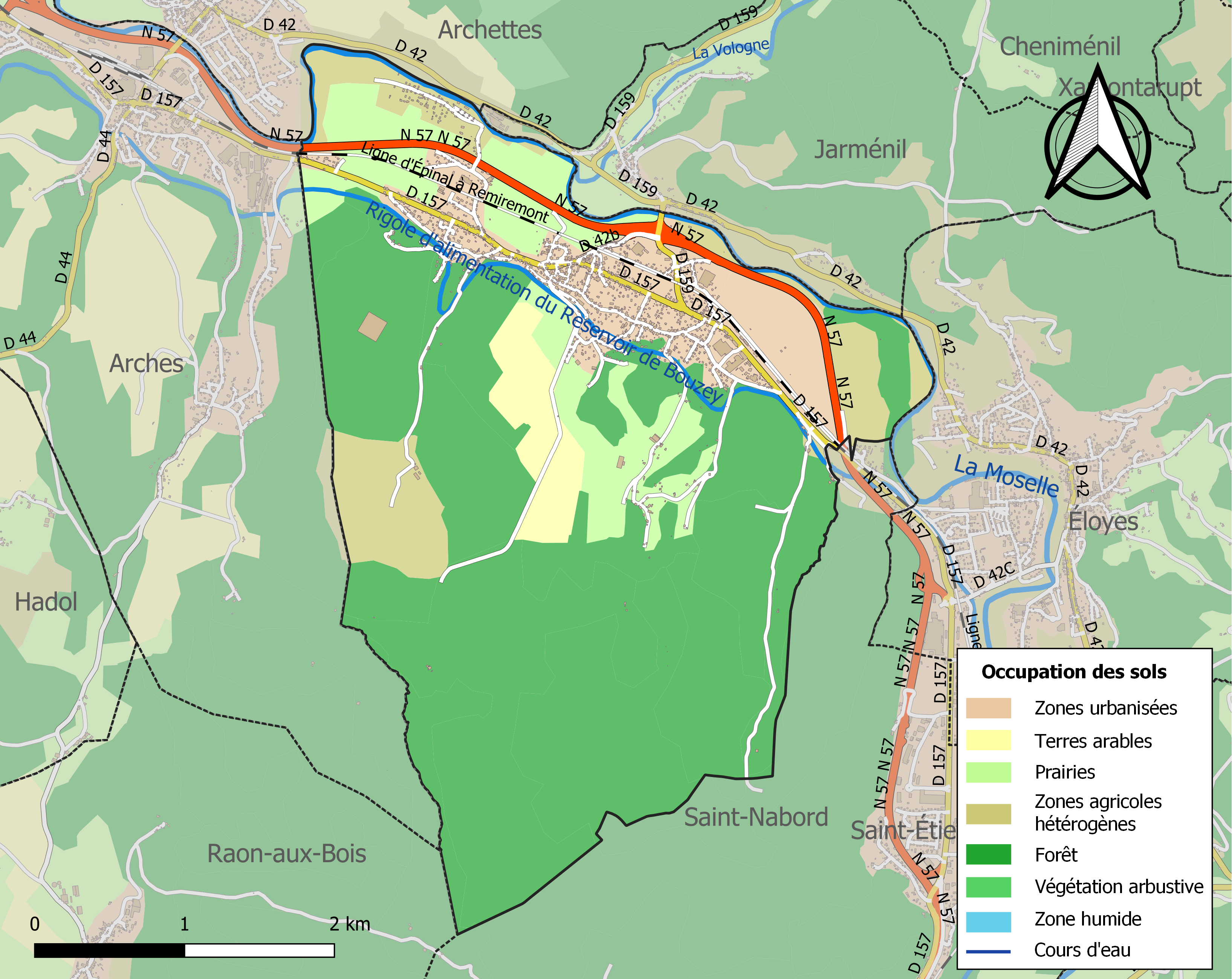
Carte des infrastructures et de l'occupation des sols de la commune en 2018 (CLC).

### Urbanisme et environnement
- Schéma de cohérence territoriale (Scot) des Vosges centrales[22].
- Plan local d'urbanisme[23].
- Zone humide « Le vallon des Noires Feignes »[24].
- Patrimoine naturel dans le Fort d’Arches, ancien ouvrage militaire de type « Séré de Rivières » : Les Noires Feignes[25].
- L'inventaire national du patrimoine naturel de la commune a permis de recenser 134 taxons terminaux (espèces et infra-espèces)[26] ainsi que les espèces menacées[27].

## Toponymie
Une douzaine de formes anciennes sont recensées par Paul Marichal dans son Dictionnaire topographique. La plus ancienne est Poixeux (1265), puis Pourseu (1419), Pousseux (1518), Poucheu (1731) pour n'en citer que quelques-unes. Sur la carte de Cassini de 1762, le nom est Poucheux, mais il est écrit en dessous en plus petit Pouxeux
Le -x- à l'intervocalique se prononçait autrefois « ch » [ʃ], selon des témoignages recueillis par Albert Dauzat, de même Uxegney (idem à l'initiale X- de Xaronval et Xamontarupt). En revanche, dans  Bouxières-aux-Bois, Jeuxey, Jorxey, Maxey-sur-Meuse, Saulxures-lès-Bulgnéville, Nomexy, Ubexy et Vouxey, le -x- équivaut à deux -ss- et se prononce donc [s] dans les années 2010, à l'instar des noms de ville comme Bruxelles ou Auxerre.

## Histoire

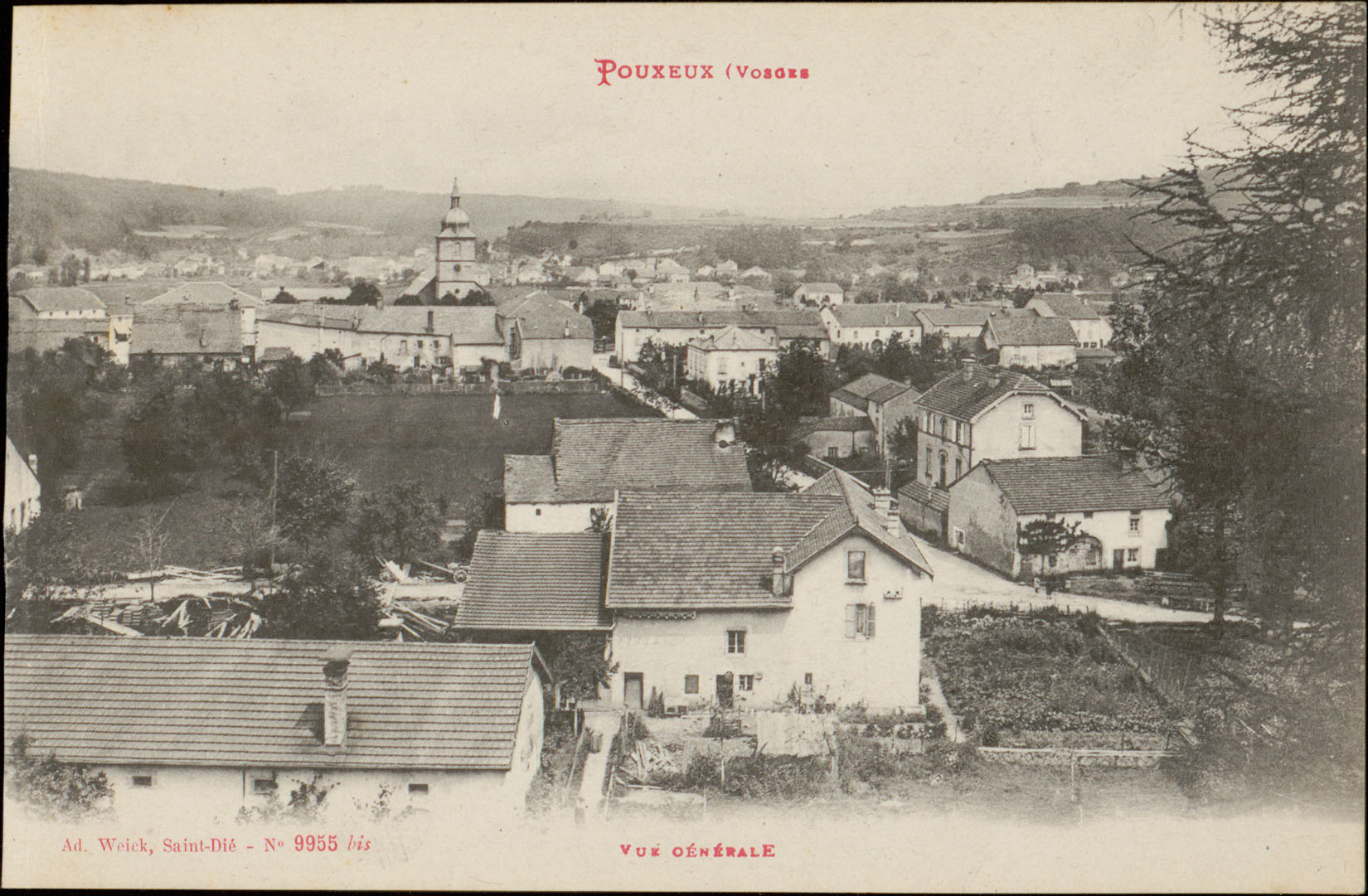
Carte postale ancienne de Pouxeux d'Adolphe Weick.

Sous l'Ancien Régime, Pouxeux faisait partie du ban d'Arches et du bailliage de Remiremont.
Son église, dédiée aux saints Gorgon et Nabor, était une annexe de celle d'Éloyes.
De 1790 à l'an IX, la commune a fait partie du canton d'Éloyes.

## Politique et administration

### Intercommunalité
La commune de Pouxeux fait partie de la communauté d'agglomération d'Épinal.

### Liste des maires
| Période                                  | Période      | Identité                  | Étiquette | Qualité           |
| ---------------------------------------- | ------------ | ------------------------- | --------- | ----------------- |
| Les données manquantes sont à compléter. |              |                           |           |                   |
| mars 1965                                | mars 1983    | Pierre Mougin (1926-2016) |           | Chef d'entreprise |
| mars 1983                                | mars 1989    | Gérard Grebert            |           | Pharmacien        |
| mars 1989                                | avril 2014   | François Hatier           | DVD       |                   |
| avril 2014                               | juillet 2020 | Philippe Leroy            | DVD       | Chef d'entreprise |
| juillet 2020                             | En cours     | Jean-Louis Thomas         | DVG       | Documentaliste    |

### Budget et fiscalité 2022

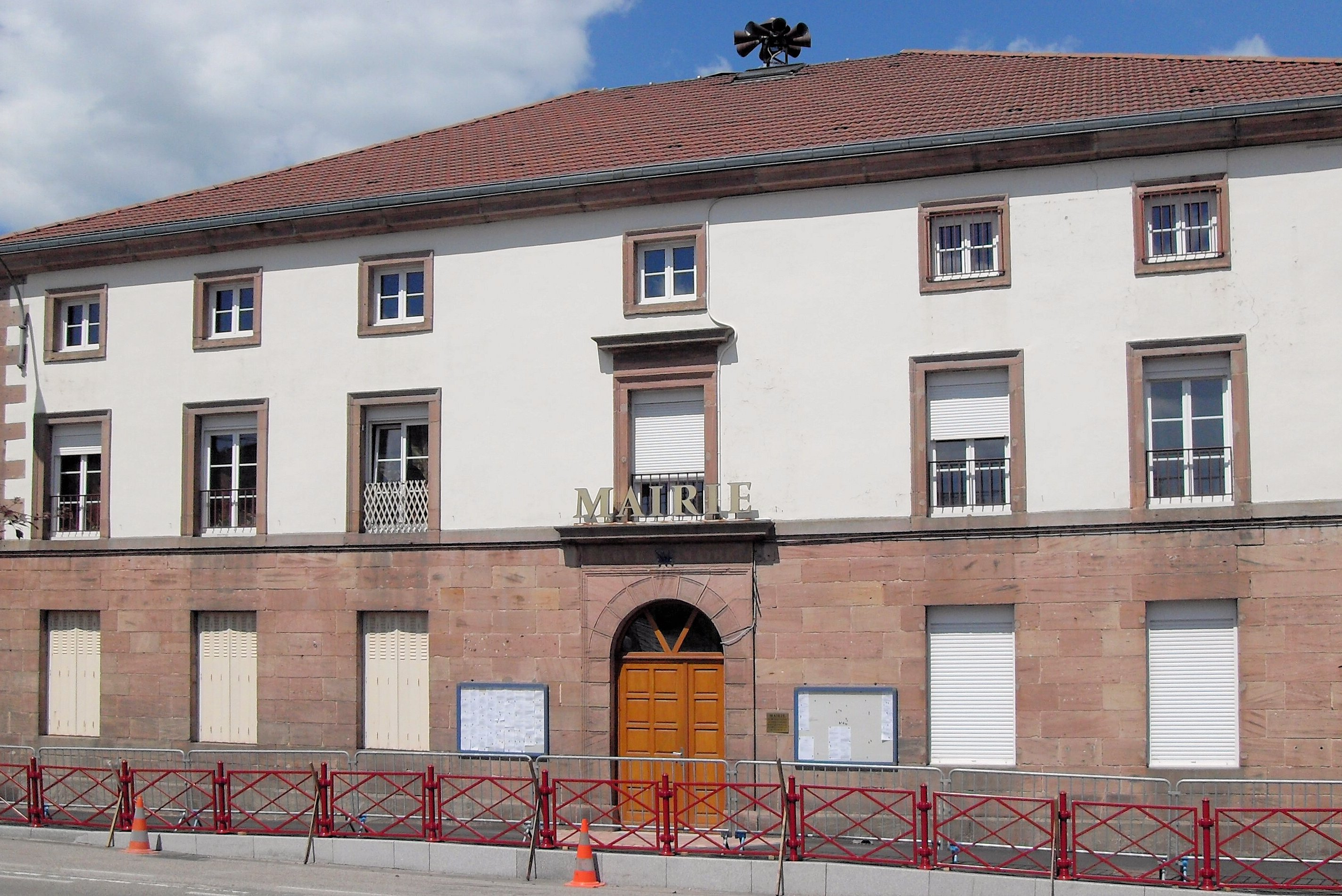
Mairie de Pouxeux.

En 2022, le budget de la commune était constitué ainsi :
- total des produits de fonctionnement : 1 417 000 €, soit 703 € par habitant ;
- total des charges de fonctionnement : 1 558 000 €, soit 773 € par habitant ;
- total des ressources d’investissement : 68 000 €, soit 34 € par habitant ;
- total des emplois d’investissement : 160 000 €, soit 79 € par habitant ;
- endettement : 1 267 000 €, soit 629 € par habitant.

Avec les taux de fiscalité suivants :
- taxe d’habitation : 7,54 % ;
- taxe foncière sur les propriétés bâties : 38,13 % ;
- taxe foncière sur les propriétés non bâties : 23,50 % ;
- taxe additionnelle à la taxe foncière sur les propriétés non bâties : 0,00 % ;
- Cotisation foncière des entreprises : 0,00 %.

Chiffres clés Revenus et pauvreté des ménages en 2021 : médiane en 2021 du revenu disponible, par unité de consommation : 22 160 €.

## Population et société

### Démographie

#### Évolution démographique

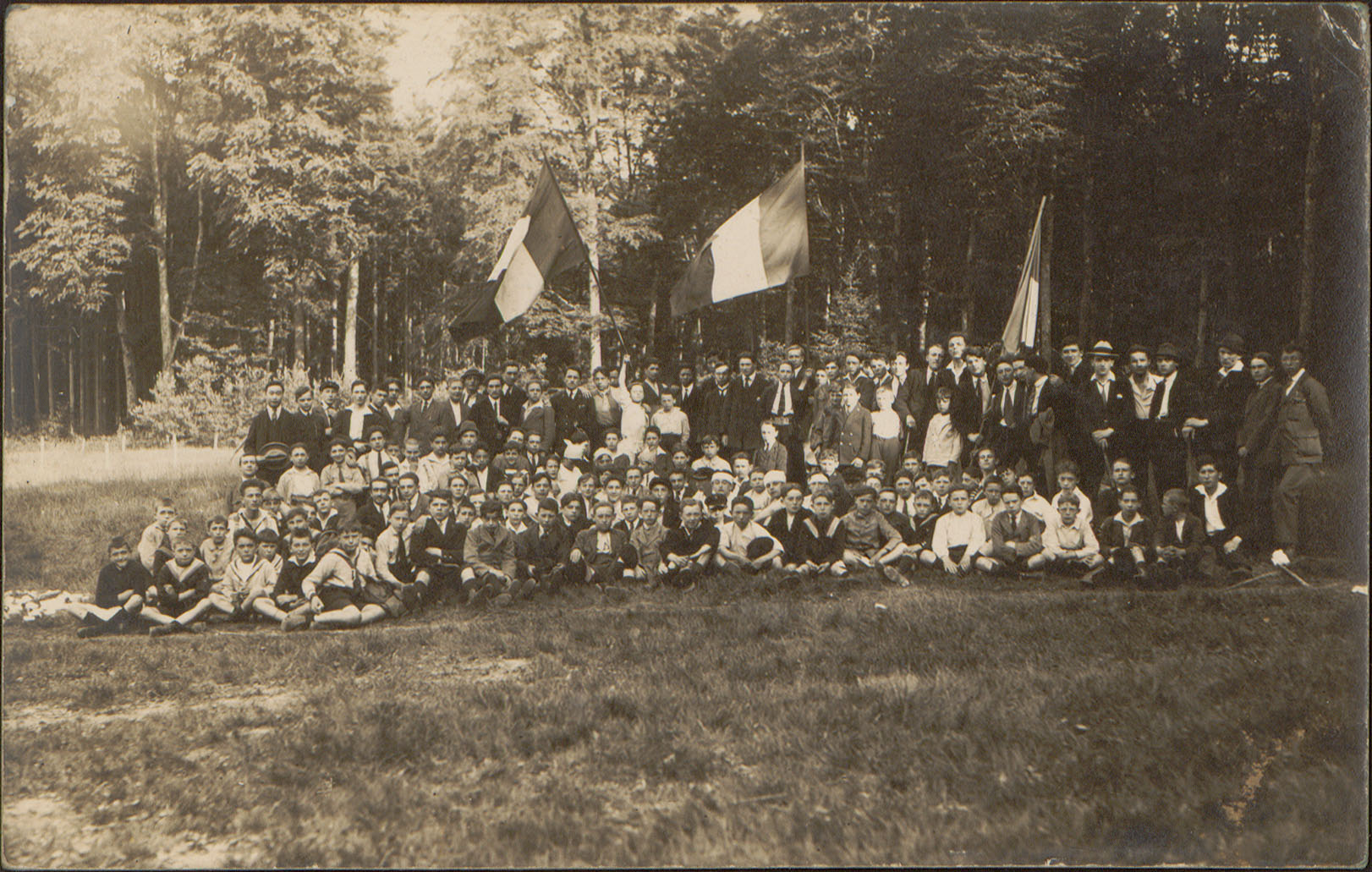
Carte postale de 1922, montrant un rassemblement de lycéens d'Arches et de Pouxeux.

L'évolution du nombre d'habitants est connue à travers les recensements de la population effectués dans la commune depuis 1793. Pour les communes de moins de 10 000 habitants, une enquête de recensement portant sur toute la population est réalisée tous les cinq ans, les populations de référence des années intermédiaires étant quant à elles estimées par interpolation ou extrapolation. Pour la commune, le premier recensement exhaustif entrant dans le cadre du nouveau dispositif a été réalisé en 2005.

En 2022, la commune comptait 1 952 habitants, en évolution de −1,76 % par rapport à 2016 (Vosges : −2,96 %, France hors Mayotte : +2,11 %).
| 1793 | 1800 | 1806 | 1821  | 1831  | 1836  | 1841  | 1846  | 1856  |
| ---- | ---- | ---- | ----- | ----- | ----- | ----- | ----- | ----- |
| 956  | 931  | 975  | 1 264 | 1 449 | 1 381 | 1 374 | 1 392 | 1 594 |

| 1861  | 1866  | 1876  | 1881  | 1886  | 1891  | 1896  | 1901  | 1906  |
| ----- | ----- | ----- | ----- | ----- | ----- | ----- | ----- | ----- |
| 1 784 | 1 905 | 1 767 | 1 756 | 1 758 | 1 759 | 1 704 | 1 850 | 1 707 |

| 1911  | 1921  | 1926  | 1931  | 1936  | 1946  | 1954  | 1962  | 1968  |
| ----- | ----- | ----- | ----- | ----- | ----- | ----- | ----- | ----- |
| 1 743 | 1 662 | 1 698 | 1 699 | 1 637 | 1 699 | 1 809 | 1 783 | 1 768 |

| 1975  | 1982  | 1990  | 1999  | 2005  | 2006  | 2010  | 2015  | 2020  |
| ----- | ----- | ----- | ----- | ----- | ----- | ----- | ----- | ----- |
| 1 935 | 1 964 | 1 836 | 1 857 | 1 938 | 1 957 | 1 980 | 1 994 | 1 968 |

| 2022  | - | - | - | - | - | - | - | - |
| ----- | - | - | - | - | - | - | - | - |
| 1 952 | - | - | - | - | - | - | - | - |

### Enseignement
Établissements d'enseignements :
- Il existe une école élémentaire à Pouxeux[37].
- Le collège le plus proche se trouve à Éloyes
- et les lycées les plus proches se trouvent à Épinal et Remiremont.

### Santé
Professionnels et établissements de santé :
- Médecins à Pouxeux, Arches, Archettes, Éloyes, Saint-Nabord.
- Pharmacies à Pouxeux, Arches, Éloyes, Saint-Nabord.
- L'hôpital le plus proche est le centre hospitalier Émile-Durkheim situé dans la ville voisine d'Épinal.
- Centre hospitalier Beatrix de Lorraine à Remiremont.

### Cultes
- Culte catholique, Paroisse Notre-Dame-des-Chênes[39], Diocèse de Saint-Dié.

## Économie

### Entreprises et commerces

#### Agriculture
- Culture de légumes, de melons, de racines et de tubercules.
- Culture d'autres fruits d'arbres ou d'arbustes et de fruits à coque.
- Élevage de vaches laitières.
- Élevage d'autres bovins et de buffles.
- Élevage d'autres animaux.

#### Tourisme
- Hébergements et restauration à Pouxeux, Archettes, Saint-Nabord, Cheniménil, Docelles, La Baffe.

#### Commerces
- Commerces et services de proximité à Pouxeux, Éloyes, Saint-Étienne-lès-Remiremont.

## Culture locale et patrimoine

### Lieux et monuments

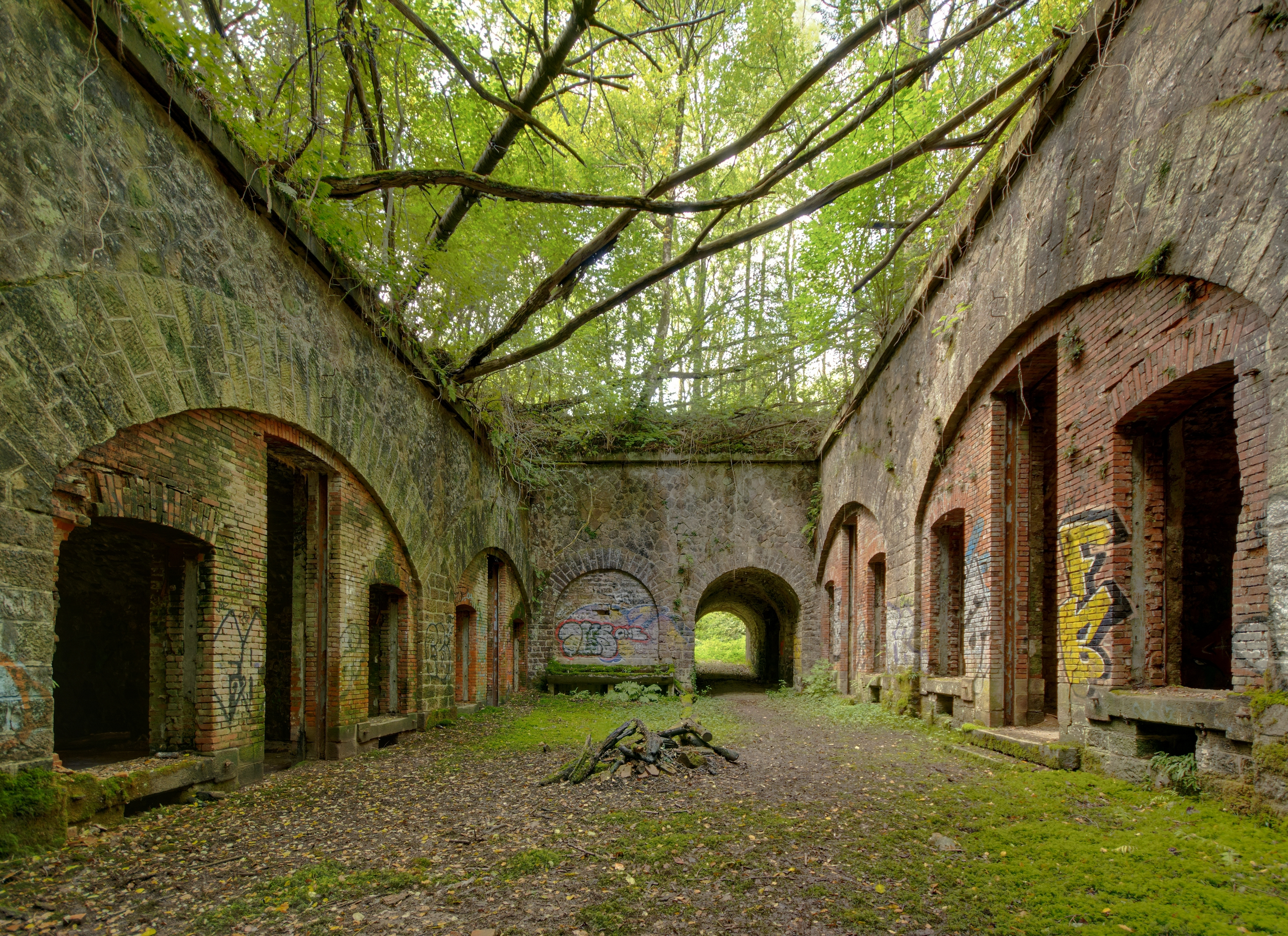
Fort d'Arches, la cour intérieure avec, de chaque côté, le casernement de paix. Photo : Thomas Bresson
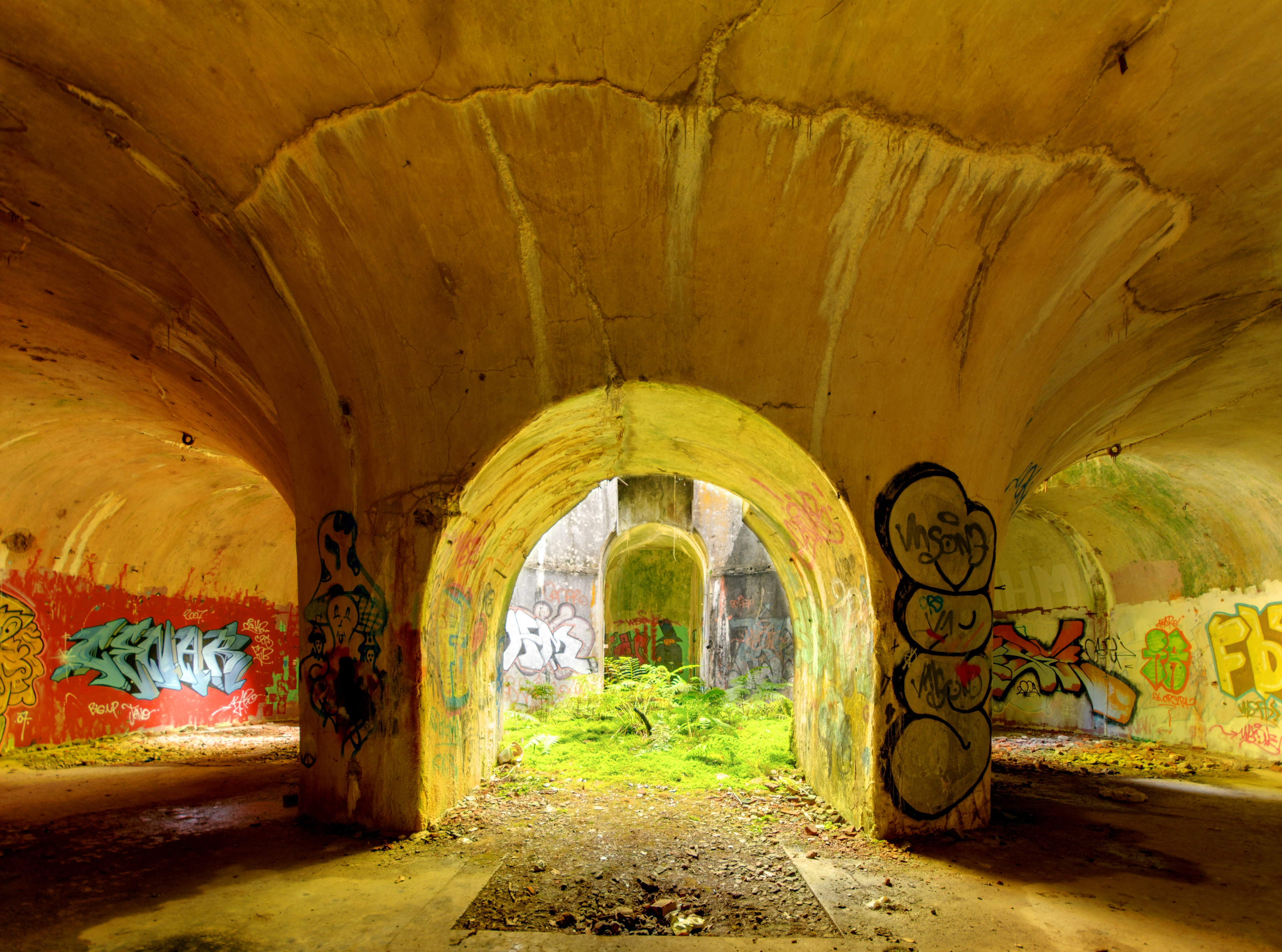
Grafitis puits de la tourelle Galopin. Photo : Thomas Bresson
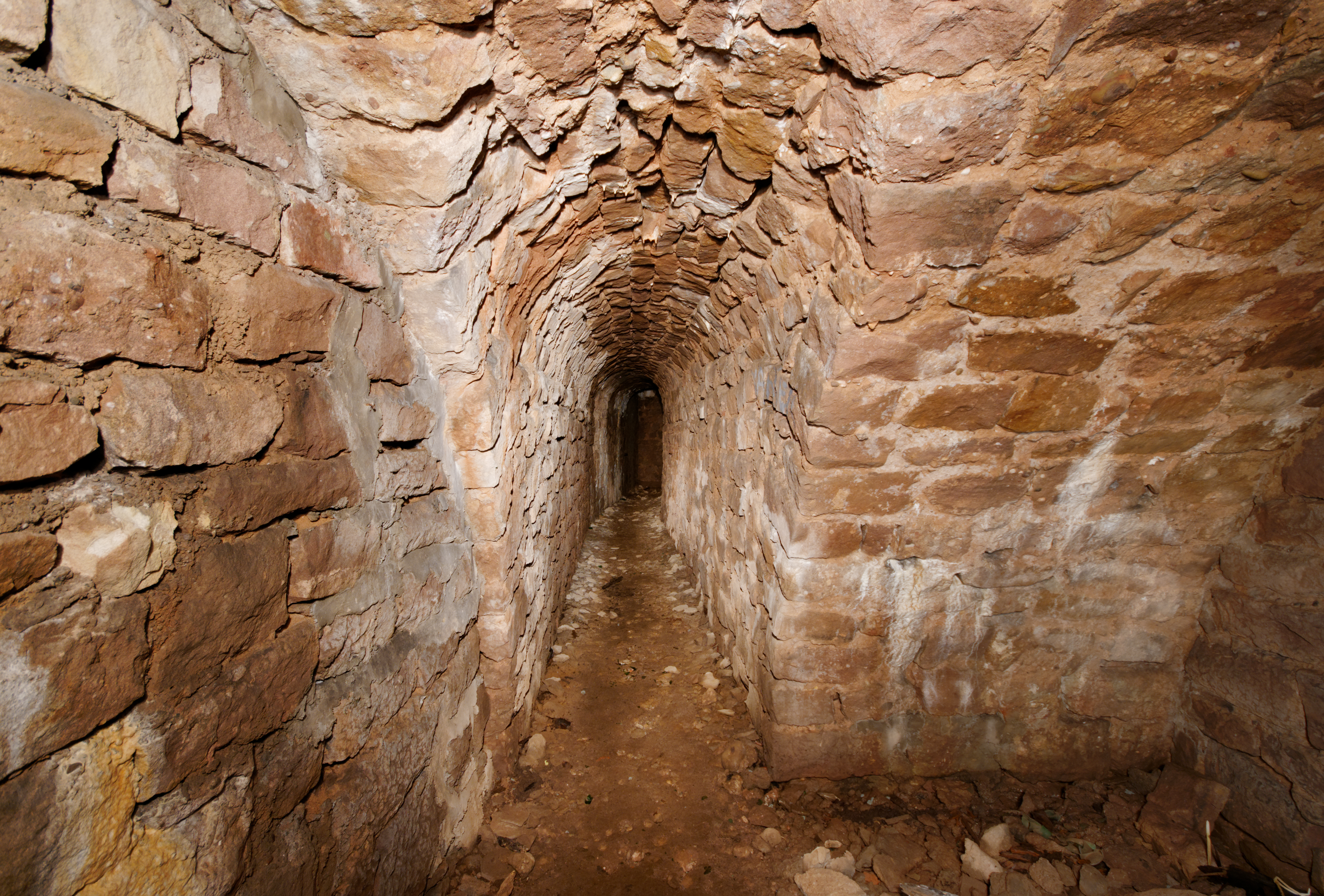
Reste de l'ancienne caponnière de saillant II (lightpainting). Photo : Thomas Bresson

- Église Saints-Gorgon-et-Nabor construite en 1783. Elle a remplacé une ancienne chapelle que l’on fait remonter au septième siècle et qui était déjà dédiée à Saint Gorgon et Saint Nabord[40].

L'orgue de l'église est l'œuvre du facteur Géhin de Saint-Amé. Construit en 1870, il n'a jamais été modifié, mais restauré en 2000 par Christian Guerrier de Willer, puis dépoussiéré par Jean-Christian Guerrier en 2015. La partie instrumentale et le buffet sont classés au titre monuments historiques depuis le 8 juin 2023,.
- Monuments commémoratifs[43],[44]:

Monument aux Morts à proximité de la mairie et de l'église,
Plaque commémorative 1939-1945.
- Cimetière[45].
- Fort d'Arches[46].

### Héraldique
Aucune information n'est connue à propos de l'héraldique de Pouxeux.

## Pour approfondir